# Bund der Köngener
Der Bund der Köngener (auch Köngener Bund) war ein deutscher Jugendverband. Er entstand 1920 aus Älterengruppen der Schülerbibelkreise (BK), die von der deutschen Jugendbewegung beeinflusst waren, und löste sich 1934 auf.

## Geschichte
Für die Entstehung des Bundes der Köngener gab es zwei Ausgangspunkte: Gruppen der pietistisch geprägten Schülerbibelkreise, die in Gefolge der nationalen Lutherfeiern 1886 entstanden waren, kamen ab etwa 1910, vor allem aber während des Ersten Weltkriegs, in Kontakt mit Wandervogelgruppen und der freideutschen Jugend und übernahmen deren Stilelemente in ihre Arbeit. Die zurückkehrenden Frontsoldaten versuchten die Schülerbibelkreise im Sinne der Jugendbewegung umzugestalten. Gleichzeitig kam es zu theologischen Auseinandersetzungen innerhalb der BK-Gruppen zwischen pietistisch geprägten erwachsenen Leitern und stärker charismatisch geprägten jugendlichen Leitern. Durch den Ersten Weltkrieg wurden diese Konflikte zunächst nicht im Verband ausgetragen, sie traten erst 1919 und 1920 offen zu Tage.
Eine größere Gruppe württembergischer Mitglieder verließ daraufhin im Herbst 1920 die BK-Jugend und gründete am 10. Oktober 1920 unter Führung von Jakob Wilhelm Hauer den „Bund der Köngener“, benannt nach dem Ort Köngen, wo 1919 eine für den Austritt wesentliche Tagung stattgefunden hatte. Der Erneuerungsbewegung schlossen sich zahlreiche BK-Gruppen aus dem gesamten Reichsgebiet an; sie blieb aber selbst nicht von inneren Konflikten unberührt. Schon 1923 verließ die „Jungmannschaft Königsbühl“ unter Joachim Boeckh den „Bund der Köngener“ und schloss sich den Neupfadfindern an.
In den folgenden Jahren bauten die Köngener Kontakte zu verschiedenen Wandervogel- und Pfadfinderbünden auf. Als 1926 die Deutsche Freischar als Einigungsbund der bündischen Jugend entstand, war deshalb ein Anschluss nur folgerichtig. Hauer wurde „Mannschaftsführer“ in der „Deutschen Freischar“, also Beauftragter für die Erwachsenenarbeit. 1928 erweiterte sich der Bund zum Freundeskreis der kommenden Gemeinde.
1930 verließen große Teile des „Bundes der Köngener“ die „Deutsche Freischar“ nach dem fehlgeschlagenen Bündigungsversuch mit dem Großdeutschen Jugendbund und dem Jungnationalen Bund wieder, Hauer wurde erneut Bundesführer der Köngener. Unter seiner Führung wandte sich der evangelisch geprägte Bund zunehmend völkischen Vorstellungen einer indogermanischen Religion zu.
Unter Hauers Leitung entstand 1933 die Deutsche Glaubensbewegung, der sich auch Teile des Köngener Bundes anschlossen. Große Teile des Bundes lehnten diesen Schritt ab, gaben die Jugendarbeit auf und schlossen sich im „Freundeskreis der kommenden Gemeinde“ um Rudolf Daur zusammen. Der kleine verbliebene Restbund unter Hauers Führung löste sich 1934 auf. Der „Freundeskreis“ nahm nach dem Zweiten Weltkrieg wieder den alten Namen „Bund der Köngener“ auf, blieb aber auf Erwachsene beschränkt.
Die Auseinandersetzung mit Andersdenkenden war ein wichtiges Charakteristikum der Veranstaltungen der „Köngener“. Unterschiedliche, auch gegensätzliche Standpunkte sollten zu Gehör gebracht werden. Deshalb wurden auch außenstehende Referenten divergierender Provenienz eingeladen.

## Bekannte Mitglieder
- Joachim Georg Boeckh
- Günther Bornkamm
- Rudolf Daur
- Fritz Gericke
- Albrecht Goes
- Gerhard Gollwitzer
- Herbert Grabert
- Hans Grischkat
- Jakob Wilhelm Hauer
- Karl Otto Paetel
- Harald Poelchau
- Anna Schieber
- Hermann Umfrid
- Rudolf Walbaum

## Zeitschriften
- Unser Weg. Stimmen aus dem Bund der Köngener. Hrsg. im Auftrag des Bundes der Köngener von J. W. Hauer et al., 1920 bis 1927.
- Kommende Gemeinde (ab 1930 mit dem Untertitel Eine unabhängige religiöse Zeitschrift). Hrsg. im Auftrag der Köngener (ab 1933 im Auftrag des Freundeskreise der Kommenden Gemeinde) von J. W. Hauer, Vierteljahreszeitschrift, Fortsetzung der Zeitschrift „Unser Weg“, z. T. unregelmäßig erschienen, 1928/29 bis 1933.